# Batyń
Batyń is een plaats in het Poolse district  Świdwiński, woiwodschap West-Pommeren. De plaats maakt deel uit van de gemeente Rąbino en telt 250 inwoners.